# Raymund Schlecht
Raymund Schlecht (* 11. März 1811 in Eichstätt; † 24. März 1891 ebenda) war ein deutscher Geistlicher, Pädagoge und Musikforscher.

## Ausbildung
Schlecht besuchte nach seiner Schulzeit in Eichstätt ab dem Jahr 1826 das Gymnasium in Neuburg an der Donau, wonach er dann 1829 an das Lyceum in Regensburg wechselte. Hier studierte er Mathematik und Physik und nach Aufnahme des Theologiestudiums vor allem Orientalische Sprachen. 1833 trat er in das Priesterseminar in Eichstätt ein und wurde hier am 28. August 1834 zum Priester geweiht.

## Wirken
Nach nur kurzer Seelsorgstätigkeit als Hauskaplan des Pfarrers von Pollenfeld wurde er 1836 zum Präfekten und ersten Lehrer des neugegründeten Schullehrerseminars für die Oberpfalz in Eichstätt und 1838 zu dessen Direktor mit dem Titel "Inspektor" ernannt. Hier wirkte er bis zu seiner Pensionierung 1868. 1846 gründete er eine eigene Seminarschule, um den angehenden Lehrern die Möglichkeit zu geben, die Praxis des Unterrichtens einzuüben.
Nach seiner Pensionierung unternahm Schlecht ausgedehnte Forschungen auf dem Gebiete der Musikwissenschaft und der Liturgik. Insbesondere widmete er sich der Wiederherstellung des ursprünglichen Singweisen des Gregorianischen Chorals, der in der seinerzeit für die katholische Kirche offiziell eingeführten Editio Medicaea nur mehr in stark verstümmelter Form erhalten war.
Zu diesem Zweck regte Raymund Schlecht 1872 die Gründung eines Vereines "zur Erforschung alter Choralhandschriften behufs Wiederherstellung des Cantus S. Gregorii" durch den Dommusikdirektor Michael Hermesdorff aus Trier an. Diesem Verein traten nach und nach die bedeutendsten europäischen Choralforscher wie Dom Joseph Pothier aus der Abbaye Saint-Pierre de Solesmes, P. Anselm Schubiger aus dem Kloster Einsiedeln, P. Ambrosius Kienle, Abbé Jules Bonhomme, François-Auguste Gevaert, Théodore Nisard, P. Hugo Gaisser aus der Abtei Maredsous, Peter Piel, Peter Bohn, Heinrich Böckeler, Heinrich Oberhoffer, Robert Eitner, aber auch prominente Instrumentalvirtuosen wie Jacques-Nicolas Lemmens bei. Die Forschungsergebnisse des Vereines wurden in der von Hermesdorff herausgegebenen Zeitschrift "Cäcilia" in Form handschriftlicher Synopsen der von den Vereinsmitgliedern eingesandten Vergleichsmaterialien diskutiert und führten schließlich zur Edition des Graduale ad normam cantus S. Gregorii Michael Hermesdorffs ab dem Jahr 1876.
Raymund Schlecht steuerte zu den fachlichen Diskussionen in dieser Zeitschrift u. a. eine Neumentabelle, Abhandlungen über die Bedeutung der Neumen, den Rhythmus des Gregorianischen Chorals sowie den Charakter der Choraltonarten bei, ordnete die Gesänge anhand historischer Tonarien und übersetzte und kommentierte verschiedene mittelalterliche Abhandlungen über musiktheoretische Fragestellungen.
Neben seiner musikwissenschaftlichen Tätigkeit widmete er sich vor allem der kirchenmusikalischen Schulung der Lehrer.

## Ehrung
- 1859 wurde Schlecht vom bayerischen König zum Geistlichen Rat ernannt.
- 1879 wurde er Ehrenmitglied der Gesellschaft für Musikforschung.

## Werke
- Officium in nativitate Domini (ad matutinum et laudes) et hebdomadae sanctae, d. i. Offizium für die Mette in der heiligen Christnacht und für die Charwoche  nebst den Choralmelodien und deutschen Rubriken, Beck, Nördlingen 1843, OCLC 162664422 (online).
- Kleine Raumlehre. Eichstätt 1846, OCLC 630301114 (online).
- Deutsche Vesperspalmen und Hymnen mit lithographirten Hymnen. Eichstätt 1846.
- Jesus unsere Zuflucht und Hilfe. Augsburg 1847.
- Vesperae Breviarii Romani. Die Vespern nach dem römischen Brevier mit einer Einleitung über die bei Vespern zu beobachtenden Zeremonien mit dt. Rubriken u. den Choralmelodien, Orgelbegleitung, Nördlingen 1852.
- Auswahl deutscher Kirchengesänge alter und neuer Zeit, zum Gebrauch in Schullehrer-Seminarien, sowie für Lehrer und Freunde des deutschen Kirchengesanges, Nördlingen, I, 1848, II, 1849, III, 1850, IV, 1854.
- Denk- und Sprachlehre, Nördlingen 1856, OCLC 163333900 (online)
- Geschichte der Kirchenmusik, Verl. A. Coppenrath, Regensburg 1871, OCLC 2945196 (online)
- Musik-Geschichte Eichstätt, 4 Bände (hs.), Eichstätt 1883 (Bd. 1:  Allgemeine Musikgeschichte der Stadt Eichstaett und Lexikon der Musiker Eichstätts, online; Bd. 2:  Musikgeschichte des Klosters S. Walburg, Seminarium Willibaldinum, Institut der Englischen Fräulein, online; Bd. 3: Musikgeschichte der Kgl. Studienanstalt. Musikgeschichte des kgl. Schullehrer-Seminars, online; Bd. 4: Pfarrchorregentie. Stadt-Thürmerei. Allgemeine Musikproduktionen. Allgemeine Theater. Produktionen von Vereinen. Produktionen der Liedertafel. Jaeger-Musik, online)
- Zahlreiche Beiträge in den Monatsheften für Musikgeschichte und anderen Fachzeitschriften für Musik

## Nachlass
In der Universitätsbibliothek Eichstätt-Ingolstadt werden sein Nachlass (Nl 6) sowie seine umfangreiche Musiksammlung aufbewahrt.